# Federica Haumüller
Federica Haumüller (5 december 1972) is een voormalig tennisspeelster uit Argentinië.
In 1989 won zij The Rainha Classic in de Braziliaanse stad Guarujá – in de finale versloeg zij haar landgenote Patricia Tarabini in twee sets. In 1990 speelde zij op het US Open en Roland Garros – zij kwam niet voorbij de eerste ronde.

## Palmares

### WTA-finaleplaatsen enkelspel
| nr.              | finale     | toernooi    | ondergrond | tegenstandster    | score    |
| ---------------- | ---------- | ----------- | ---------- | ----------------- | -------- |
| gewonnen finales |            |             |            |                   |          |
| 1.               | 1989-12-17 | WTA Guarujá | hardcourt  | Patricia Tarabini | 7-6, 6-4 |
| verloren finales |            |             |            |                   |          |
| geen             |            |             |            |                   |          |

### WTA-finaleplaatsen dubbelspel
geen

## Resultaten grandslamtoernooien
| Legenda | Legenda                          |
| ------- | -------------------------------- |
| g.t.    | geen toernooi gehouden           |
| l.c.    | lagere categorie                 |
| –       | niet deelgenomen                 |
| G       | uitgeschakeld in de groepsfase   |
| 1R      | uitgeschakeld in de eerste ronde |
| 2R      | uitgeschakeld in de tweede ronde |
| 3R      | uitgeschakeld in de derde ronde  |
| 4R      | uitgeschakeld in de vierde ronde |
| KF      | uitgeschakeld in de kwartfinale  |
| HF      | uitgeschakeld in de halve finale |
| F       | de finale verloren               |
| W       | het toernooi gewonnen            |
| w-v     | winst/verlies-balans             |

### Enkelspel
| toernooi        | 1990 |
| --------------- | ---- |
| Australian Open | –    |
| Roland Garros   | 1R   |
| Wimbledon       | –    |
| US Open         | 1R   |